# Wilhelm Dröger
Wilhelm Dröger (* 14. Oktober 1909 in Mahnsfeld; † 3. Oktober 1969 in Brandenbaum bei Lübeck) war ein Todesopfer an der innerdeutschen Grenze.

## Leben
Der in Lübeck in der Nähe zur DDR-Grenze lebende Dröger überkletterte aus unbekannten Gründen am 3. Oktober 1969 gegen 11 Uhr den Grenzzaun in Richtung DDR. Ca. 1 Meter vom Zaun entfernt trat er auf eine Mine, die ihm den linken Fuß abriss. Dröger wurde von Beamten des Bundesgrenzschutz im Minenfeld liegend entdeckt, wo er laut um Hilfe schrie. Da er durch die Grenztruppen der Nationalen Volksarmee nicht geborgen wurde, informierten die BGS-Beamten zwei Fernfahrer aus der DDR, die dann nach dem Passieren eines Grenzüberganges die Information auf die DDR-Seite brachten. Gegen 16 Uhr wurde er schließlich geborgen. Eine Stunde später wurde sein Tod festgestellt.
In einem Strafverfahren nach der Wende wurde der damalige Kompaniechef im Grenzregiment Schönberg als Verantwortlicher für die Minenverlegung zu einer Freiheitsstrafe von sechs Monaten verurteilt, die zur zweijährigen Bewährung ausgesetzt wurde. In der Urteilsbegründung heißt es: Der Angeklagte hätte „den eklatanten Verstoß der Minenverlegung gegen das Verhältnismäßigkeitsprinzip erkennen können“ und wissen müssen, „dass unterschiedslos wirkende Minensperren in keiner Weise mit dem elementaren Tötungsverbot in Einklang zu bringen sind“.